# ناحیه فوزش‌آبونی
ناحیهٔ فوزش‌آبونی (به مجاری: Füzesabonyi járás) یک ناحیه در مجارستان است که در هِوِش واقع شده‌است. ناحیهٔ فوزش‌آبونی ۵۷۸٫۵۵ کیلومتر مربع مساحت و ۳۰٬۴۱۶ نفر جمعیت دارد.